# AK-47
AK-47 (prescurtarea denumirii Автомат Калашникова образца 1947 года, în română Automat Kalașnikov model 1947) este o pușcă de asalt creată în 1947 de Mihail Kalașnikov și folosită în timpul Războiului Rece ca armă standard de armatele statelor din Blocul Estic și ale țărilor aliate cu acesta.
AK-47, cea mai populară pușcă de asalt din lume, are costuri foarte mici și se întreține foarte ușor, fiind optimă pentru războiul de gherilă.
După mai multe modernizări, AK-47 a fost adoptată la scară largă de Armata Roșie, iar în timpul Războiului Rece a fost produsă în fabrica de armament IJMAȘ, (ИЖМАШ; abrevierea denumirii Ijevski Mașzavod, Ижевский Mашзавод) din Ijevsk, care construia și autovehicule, îndeosebi motocicletele IJ.
Spre deosebire de principalul concurent pe piața internațională de armament, pușca americană M16, automatul „Kalașnikov” este ușor de demontat și rămâne funcțional chiar și după ce e scufundat în apă ori îngropat în nisip. Aceste avantaje tehnice s-au dovedit decisive în timpul războiului din Vietnam și i-au sporit popularitatea. Oficial, între 70 și 100 de milioane de exemplare au fost fabricate până acum în întreaga lume, AK-47 fiind cea mai răspândită armă de foc din lume.

## Istoric
„Kalașnikov” este dezvoltarea puștii de asalt Maschinenpistole 43 și 44 (MP 43, MP44) redenumită Sturmgewehr 43 și 44 și versiunile din 1945, Stg 45, concepute în Germania de echipa de tehnicieni condusă de Hugo Schmeisser și fratele său Hans (fiii unui celebru constructor de arme, Louis Schmeisser). Aceștia au construit și serii de arme semiautomate anterioare pentru dotarea armatei republicii de la Weimar apoi a Germaniei naziste, fiind salariați ai firmei C. G. Haniel. O parte din producție a fost executată de firma Carl Walther din Zella-Mehlis, iar o versiune Stg 45, ușor modificată, a fost fabricată de altă firmă celebră constructoare de arme de foc, Mauser.

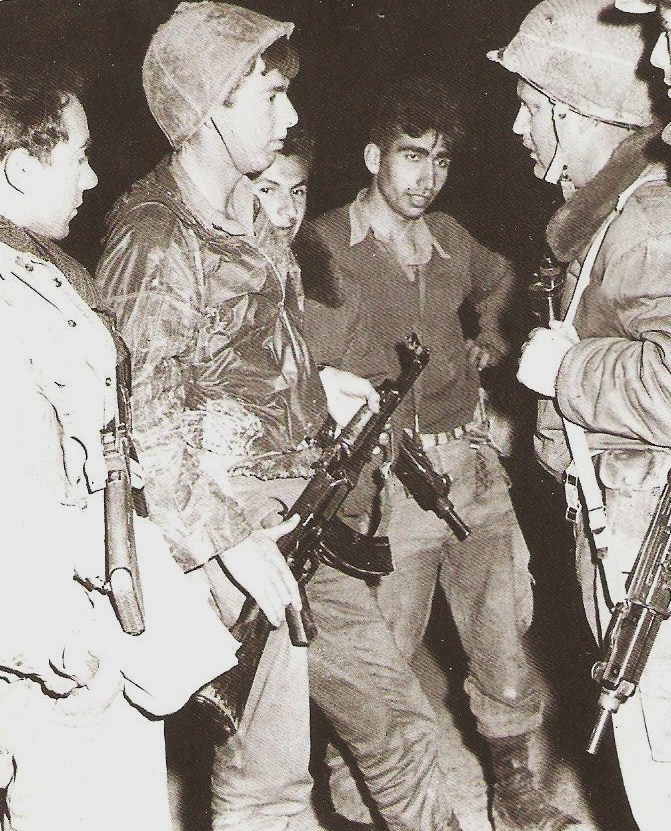
Soldat din Forțele Speciale israeliene cu un AK-47. Multe dintre aceste arme au fost capturate de către israelieni a lungul anilor și unități întregi sunt echipate cu acestea

După retragerea, în 1945, a armatei americane din zona de ocupație est-germană din provincia Turingia, unde activase colectivul condus de frații Schmeisser (în Suhl), regiunea a trecut sub ocupație militară sovietică, conform înțelegerii prealabile a alianței anglo-americano-sovietice. Tehnicienii germani de la C. G. Haniel au fost obligați să lucreze în Germania pentru armata sovietică și să instruiască tehnicienii sovietici în vederea dezvoltării unui armament nou. În 1946, frații Schmeisser, un grup de tehnicieni și familiile lor au fost strămutați cu un tren special în orașul Ijevsk de lângă munții Ural, pentru a lucra în continuare în cadrul programelor sovietice, care au dus la apariția puștii de asalt AK-47. Această armă păstrează în mare măsură design-ul versiunilor germane Stg 43, Stg 44 și Stg 45 (aceasta din urmă copiată în 1945 și de francezi).

## Utilizatori
- Afganistan [4]
- Albania [5]
- Algeria [5]
- Angola [5]
- Armenia [5]
- Azerbaidjan [5][6]
- Bangladesh [5]
- Belarus [5]
- Benin [5]
- Bosnia și Herțegovina [5]
- Botswana [5]
- Bulgaria [5]
- Cambodia [5]
- Capul Verde [5]
- Ciad [5]
- Chile [7]
- China : varianta Tip 56.[8].
- Comore [5]
- Cuba [5]

O hartă cu țările care folosesc AK. Utilizatorii AK-47 sunt marcați cu culoarea roșie, utilizatorii de derivate ale AK sunt marcate cu portocaliu iar cel cu AK modernizat cu roz.

- Coreea de Nord [5]: variantele Tip 56 și Tip 58.
- Egipt [5]
- Emiratele Arabe Unite [5]
- Eritreea [5]
- Etiopia [5]
- Gabon [5]
- Georgia [5]
- DDR [9]
- Grecia [10][11]
- Guineea [5]
- Guineea Ecuatorială [5]
- Guineea-Bissau [5]
- Guyana [5]
- India [5]
- Iran [5]
- Irak [4][5]
- Israel [2][5]
- Iugoslavia [9]
- Kazahstan [5]
- Laos [5]
- Lesotho [5]
- Liberia [5]
- Libia [5]
- Madagascar [5]
- Mali [5]
- Malta [5]
- Mexic [5]
- Republica Moldova [5]
- Mongolia [5]
- Maroc [5]
- Mozambic [5]
- Namibia [5]
- Pakistan : în uz copia chinezească Tip 56[12]
- Palestina
- Peru [5]
- Filipine [13]
- Polonia [9]
- Qatar [5]
- Republica Centrafricană [5]
- Republica Congo [5]

- Rhodesia
- România [5]
- Rusia Rusia[9]: înlocuit de AK-74 din 1974.
- Sahara Occidentală [5]
- São Tomé și Príncipe [5]
- Serbia [5]
- Seychelles [5]
- Sierra Leone [5]
- Slovenia [5]
- Somalia [5]
- Africa de Sud [5]
- Uniunea Sovietică [5]
- Sri Lanka [5]
- Sudan[5]
- Surinam [5]
- Siria [5]
- Tadjikistan [5]
- Tanzania [5]
- Togo [5]
- Turcia [5]
- Turkmenistan [5]
- Uganda [5]
- Ucraina [5]
- Ungaria [5]
- Uzbekistan [5]
- Vietnam [8]
- Yemen [5]
- Zambia [5]
- Zimbabwe [5]